# حامد صدقی
حامد صدقی (متولد ۱۳۲۴) پژوهشگر ایرانی و استاد بازنشسته دانشگاه خوارزمی است. او در پنجمین دوره جشنواره فارابی به‌عنوان مترجم برتر زبان عربی برگزیده شد.

## آثار
- اضواء علی نصوص تفسیریه للقرآن الکریم، حامد صدقی، ناشر: سازمان مطالعه و تدوین کتب علوم انسانی دانشگاه‌ها (سمت)
- الحکمه فی شعر ناصیف الیازجی (المضامین و المصادر)، حامد صدقی، اسماعیل اشرف، ناشر: آوای نور
- هیروگلیف در قرآن کریم (تفسیری نوین از حروف مقطعه)، سعدعبدالمطلب عدل، حبیب‌الله عباسی (مترجم)، حامد صدقی (مترجم)، ناشر: سخن
- قرائت مطبوعات و استفاده از رادیو و تلویزیون (رشته الهیات و معارف اسلامی)، حامد صدقی، ناشر: دانشگاه پیام نور
- النبوه فی نهج البلاغه، حامد صدقی، ناشر: پژوهشگاه علوم انسانی و مطالعات فرهنگی - ۱۳۸۸
- دروس فی لغه الاعلام المسموع، حامد صدقی، ناشر: دانشگاه امام صادق (ع) - ۱۳۸۱
- محبوب القلوب، فی احوال حکماء و الاسلام و العلماء الاعلام و الادباء الکرام ممن لهم الاعتناء بشانهم، محمدبن علی اشکوری، حامد صدقی (مترجم)، ابراهیم دیباجی (مترجم)، ناشر: میراث مکتوب وابسته به مرکز نشر میراث مکتوب - ۱۳۸۲
- پزشکان برجسته در عصر تمدن اسلامی، علی عبدالله دفاع، علی احمدی بهنام (مترجم)، حامد صدقی (مترجم)، ناشر: پژوهشگاه علوم انسانی و مطالعات فرهنگی - ۱۳۸۲
- رسول برگزیده (ص) انقلاب کلمه مقدس، علی ابوالخیر، حبیب‌الله عباسی (مترجم)، حامد صدقی (مترجم)، ناشر: پژوهشگاه علوم انسانی و مطالعات فرهنگی
- انتشار ۲۴۰ مقاله در دائرةالمعارف بزرگ اسلامی